# Bellis azorica
Bellis azorica là một loài thực vật có hoa trong họ Cúc. Loài này được Hochst. mô tả khoa học đầu tiên năm 1844.